# 卒業 (斉藤由貴の曲)
「卒業」（そつぎょう）は、1985年2月21日にキャニオン・レコードより発売された斉藤由貴のデビューシングルである。(EP: 7A0464)

## 概要・背景
卒業ソングの代表曲のひとつ。発売から40年近く経った2010年代・2020年代の時点でも人気があり（下記『特集・ランキング』参照）、多くのJ-POPのアーティストにカバーされている（下記『カバー』参照）。
発売前、斉藤が前年（1984年）から出演していた明星食品「青春という名のラーメン」CMのイメージソングに決定すると、担当ディレクターの長岡和弘は、作詞・作曲にヒットメーカーの松本隆と筒美京平を起用。また編曲にはキーボード奏者で、新進気鋭のアレンジャーだった武部聡（武部聡志）を起用する。長岡は、小林麻美のアルバム『CRYPTOGRAPH〜愛の暗号』での武部のサウンド・プロデュースを気に入り、本作の編曲に抜擢した。長岡は楽曲を制作するにあたり、斉藤がオーディションで歌った「夏の扉」「SWEET MEMORIES」（松田聖子）、「時をかける少女」（原田知世）、「待つわ」（あみん）、「悪女」（中島みゆき）の録音を、松本と筒美に聴かせる。斉藤の歌を聴いた二人は、あみんの「待つわ」が心に響いたと意見が一致。「待つわ」のように、歌詞をきちんと伝えるような歌を作ろうということになる。
詞の世界を活かすために、本作は先に松本が歌詞を書き、そこに筒美がメロディーを付けるという形（詞先）で制作される。長岡は筒美から「松本君が先に詞を書いた方がいい。詞先の方がヒットするんだよ。『木綿のハンカチーフ』もそうだった」とアドバイスがあったという。長岡と松本で曲のタイトルを考え、いくつかの候補案の中から『卒業』に決定した。松本は歌の主人公が通う学校の風景や情景など、スタッフと議論を重ねながら、叙情的な詞の世界を完成させる。また完成時はサビの部分が「卒業式で泣かないと…」となっていたが、レコーディングの際に筒美が「卒業式で泣かないと…」の前に「ああ」を入れようと提案。そのまま追加しレコーディングされる。
この曲で印象的なイントロのアルペジオは、武部の発案ではなく、既に筒美が作成したデモの段階で入っていた。武部の編曲は松本の詞にインスパイアされたものとなっている、例えば、イントロのアルペジオは、鳥の電子音が入っているので朝の始業のチャイムのイメージ、また、デジタル楽器だけでなく、鍵盤ハーモニカ、サクソフォーン、フルートなどのアナログ楽器も使用することで学校や学校のブラスバンド部のイメージを生み出している。
なお本作の制作過程において、長岡は自身の母校である長崎県立大村高等学校の正門からの桜並木の景色を思い浮かべながら、ディレクションを手掛けている。
発売時、レコードジャケットには全身ピンナップが付けられていた。
同時期には菊池桃子・尾崎豊・倉沢淳美も同名の「卒業」という曲をリリースした。斉藤の「卒業」と菊池の「卒業」が1985年4月25日のザ・ベストテン(久米宏最後の司会の回)で同時にランクインした。2人は別々の移動先から、2元中継（スタジオを含めると3元中継）の同時生放送で出演した。その際、黒柳徹子から「同名の曲ということで相手のことが気になりますか」と問われ、菊池が「そうですね」と答えたのに対し、斉藤は「ええ。やっぱり同じ題名ですから」と答えた。
2008年2月29日放送の『僕らの音楽』（フジテレビ）では斉藤由貴×一青窈のコラボレーション、2013年12月4日放送の『2013 FNS歌謡祭』（フジテレビ）では斉藤由貴×渡辺麻友のコラボレーションで披露されている。
2015年6月24日発売のトリビュート・カバーアルバム『風街であひませう』では、YUKIのカバー曲が収録され、限定生産盤のスペシャルディスクでは斉藤自身が歌詞を朗読している。
2016年2月23日放送の『マツコの知らない世界』（TBS）で“卒業ソング”を特集した際に、マツコ・デラックスが好きな楽曲として本作を挙げる。卒業の歌にしては醒めた内容の歌詞であることや、「涙はもっと哀しい時にとっておく」という気持ちが当時の自分に近かった、などを理由として挙げている。
2021年2月21日発売のデビュー35周年記念アルバム『水響曲』で初めてセルフカバーしている。
2021年4月22日放送の『SONGS』筒美京平スペシャル 天才ヒットメーカーの世界に迫る（NHK）では斉藤由貴×生田絵梨花のコラボレーションで披露されている。また、2021年12月8日放送の『2021 FNS歌謡祭』第2夜（フジテレビ）で再び斉藤×生田のコラボレーションで披露されている。
2022年9月11日放送の『ラフ＆ミュージック』第2夜では、斉藤の大ファンという錦鯉・長谷川雅紀と対面。その後、錦鯉を横に本作を披露した。
2024年12月15日、作詞をした松本隆がパーソナリティを務める『風街ラヂオ』（TBSラジオ）に斉藤がゲスト出演、本作のみをテーマにトークを繰り広げた。斉藤は2番の歌詞「駅までの遠い道のりをはじめて黙って歩いたね」に特に感銘を受けていると語り、ストーリーのヒロインの心情を「雄弁な沈黙」と表した。松本は斉藤の言葉に「新鮮な感想だ」と嬉しそうに笑った。

## 収録曲
1. 卒業
作詞 - 松本隆 / 作曲 - 筒美京平 / 編曲 - 武部聡
2. 青春
作詞 - 松本隆 / 作曲 - 筒美京平 / 編曲 - 松任谷正隆

## 収録アルバム
- AXIA (#1、#2)
- The Special Series 斉藤由貴 (#1、#2)
- Yuki's MUSEUM (#1)
- YUKI's BEST (#1)
- MYこれ!クション 斉藤由貴BEST (#1)
- 斉藤由貴 SINGLESコンプリート (#1、#2)
- 斉藤由貴 ヴィンテージ・ベスト (#1)
- 水響曲 (#1)※セルフカバー

## 参加ミュージシャン
卒業
- 武部聡 - キーボード
- 浦田恵司 - シンセサイザープログラマー
- 木村誠 - パーカッション
- ジェイク・H・コンセプション - サクソフォーン
- 比山貴咏史、木戸やすひろ 他 - コーラス

## カバー
卒業
- 松下萌子（2002年2月14日・シングル）
- 乙葉（2002年5月22日・アルバム『OtohaCD Volume1』収録）
- 二階堂和美（2007年10月24日・アルバム『ハミング・スイッチ』収録）
- tangerine.（2008年2月2日・アルバム『FLAVOR BOSSA CASE SAKURA』収録）
- 秦みずほ（2008年2月20日・シングル）
- Donna Fiore（2008年9月3日・アルバム『fiore』収録）
- 美野春樹（2008年11月19日・アルバム『PIANO tone はるうた 〜第2ボタンの胸キュン・メロディー〜』収録）
- 黒瀬真奈美（2009年3月11日・シングル「LOVE IS...SHINE」カップリング曲）
- a piece of cake（2010年2月3日・アルバム『部屋カフェ#1 SCHOOL DAYS FLAVOR』収録）
- 山口理恵 with manzo（2011年2月9日・シングル「気づいてゾンビさま、私はクラスメイトです」収録）
- 泪橋学園女子カバー部（2011年4月20日・アルバム『アイドル列伝!!カバー48〜美少女時代 NON STOP MIX』収録）
- 小原孝（2011年10月5日・アルバム『小原孝のピアノ詩集〜SWEET MEMORIES〜』収録）
- 吉川友 (2012年11月7日・カバーアルバム 『ボカリスト?』収録)
- Hi,how are you?(2015年5月2日・カバーアルバム 『Hi,ppopotamus how are you?』収録)
- YUKI（2015年6月24日・トリビュートカバーアルバム『風街であひませう』収録）
- 生田絵梨花（2021年3月24日・ドリビュートカバーアルバム『筒美京平SONG BOOK』収録）
- リーガルリリー（2025年2月5日・配信限定シングル『卒業』）

## 特集・ランキング
- 2006年、オリコン発表の「定番の卒業ソングランキング」（調査対象・10代 - 40代男女）にて、6位にランクイン[27]。
- 2007年、オリコン発表の「卒業シーズンに聴きたい曲ランキング」（調査対象・10代 - 30代男女）にて、10位にランクイン[28]。
- 2010年2月26日、レコチョク発表のユーザー投票による“卒業ソングランキング(総合・年代別)”にて、【30代】で3位、【40代以上】で5位[29]。
- 2013年2月20日放送の日本テレビ『1番ソングSHOW』 「春目前 昭和vs平成 最強の卒業ソングSP」にて、昭和の最強卒業ソングBest5の4位[30]。
- 2013年2月22日放送のテレビ朝日『ミュージックステーション』 ジェネレーションソング「想い出の卒業ソング ベスト5」で、昭和生まれが選ぶベスト5の3位[31]。
- 2013年2月26日放送のTBS『火曜曲』 うたのしらべ「世代別"卒業ソング"ランキング」にて、30代 - 40代で5位[32]。
- 2013年3月16日放送のテレビ朝日『SmaSTATION!!』特別企画 「今聴きたい！グッとくる旅立ち・応援ソングベスト20」で19位[33]。
- 2014年3月13日、CD&DLでーた発表の「心に残る思い出の『卒業ソング』ランキング」（調査対象・10代 - 60代男女）にて、4位にランクイン[34]。
- 2014年3月21日放送のテレビ朝日『ミュージックステーション』「1万人が選んだ春の名曲ランキング」（調査対象・10代 - 60代男女）で13位[35]。
- 2015年3月7日放送のテレビ朝日『SmaSTATION!!』特別企画 「出会いと別れの季節に聴きたい！グッとくる超定番ソングvs新定番ソングBEST9」で、超定番ソングの7位[36]。
- 2015年3月9日、CD&DLでーた発表の「心に残る思い出の『卒業ソング』ランキング」（調査対象・10代 - 30代男女）にて、9位にランクイン[37]。
- 2016年2月29日、CD&DLでーた発表の「心に残る思い出の『卒業ソング』ランキング2016」（調査対象・10代 - 30代男女）にて、9位にランクイン[38]。